# Spitztüte (Feuerlöscher)

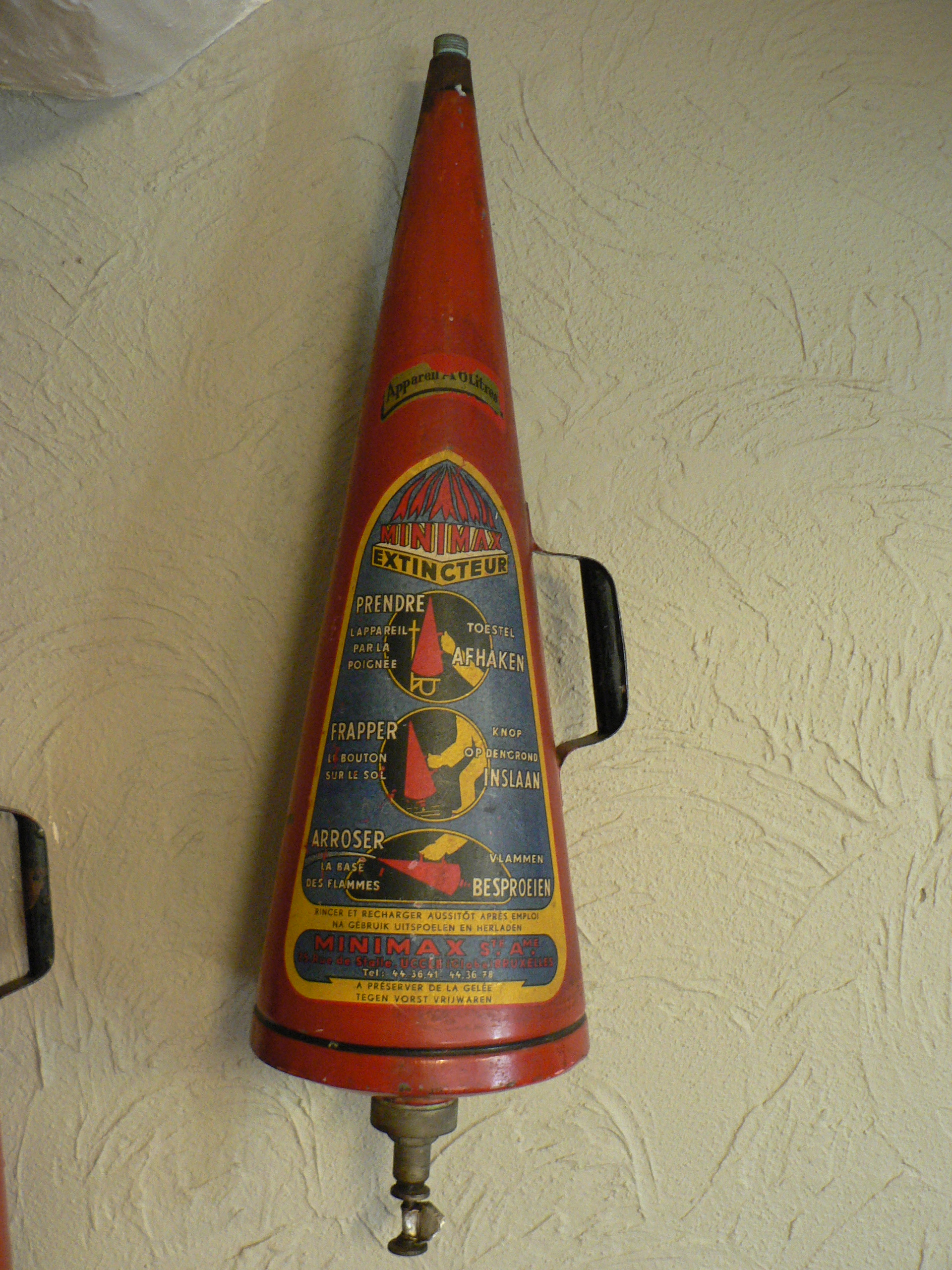
Spitztüte

Als Spitztüte wurde der erste massenfähige Feuerlöscher aufgrund seiner Tütenform umgangssprachlich bezeichnet. Der Minimax-Unternehmensgründer Wilhelm Graaff (1872–1931) brachte den Feuerlösch-Apparat im Dezember 1902 auf den Markt. Die so genannte Spitztüte erhielt 1903 den Namen Minimax unter der Devise MINImum an Preis, Gewicht und Größe, bei einem MAXimum an Einfachheit und Leistungsfähigkeit. Im Jahre 1904 wurde der Handfeuerlöscher patentiert.
Bis 1960 wurden viele Millionen Exemplare produziert.
Gefüllt wog die Spitztüte neun Kilogramm. Das Prinzip war einfach und effektiv: Durch Aufstoßen auf den Fußboden wurde ein mit Salzsäure gefüllter Glaszylinder zerstört. Der Inhalt reagierte mit der Sechs-Liter-Füllung einer wässrigen Natriumhydrogencarbonat-Salzlösung, und binnen zwei Sekunden erzeugte frei werdendes Kohlenstoffdioxid einen Überdruck von vier bis fünf Atmosphären. Dieser trieb die Löschflüssigkeit durch eine Aufstiegröhre zur Düse und spritzte sie bis zu zwölf Meter weit und acht Meter hoch. Die Löschwirkung beruhte im Wesentlichen auf der abkühlenden Wirkung des Wassers, wobei die in ihm enthaltenen Chemikalien und die Kohlensäure zusätzlich brandhemmend wirkten. Das Grundprinzip ist bei den modernen Löschern gleich geblieben.
Da die Spitztüte stets einsatzbereit und kinderleicht zu bedienen war, wurde sie rasch zum Verkaufsschlager und schon nach wenigen Jahren weltweit verkauft. Schon früh wurden werbebegleitende Slogans vom deutschen Dichter Joachim Ringelnatz entworfen wie „Feuer breitet sich nicht aus, hast du Minimax im Haus“ oder „Ein Schrei, es brennt! Ein Stoß, ein Knacks, zwölf Meter weit spritzt Minimax“, „Minimax ist großer Mist, wenn du nicht zu Hause bist“.